# Liste des musées français accessibles aux déficients visuels
Cet article recense les musées français qui sont accessibles au déficients visuels.

## Par département

### Alpes-de-Haute-Provence
- Musée de Salagon
- Conservatoire ethnologique de Haute Provence de Mane

### Alpes-Maritimes
- Musée archéologique de Nice-Cimiez à Nice
- Musée international de la Parfumerie à Grasse

### Cher
- Musée Laumonnier (trains) à Vierzon

### Doubs
- Musée de plein air des maisons comtoises à Nancray

### Gard
- Musée archéologique de Nîmes

### Gironde
- Musée d'Aquitaine à Bordeaux

### Hérault
- Musée de la cloche et de la sonnaille à Hérépian
- Musée des Moulages ou Musée de l'Empereur Antonin à Montpellier

### Indre-et-Loire
- Musée départemental de préhistoire d'Indre-et-Loire au Grand-Pressigny

### Loir-et-Cher
- Château de Blois

### Loire-Atlantique
- Musée du château des ducs de Bretagne à Nantes

### Lot
- Musée Champollion à Figeac

### Maine-et-Loire
- Musée des beaux-arts d'Angers

### Marne
- Musée Saint-Denis de Reims
- Musée Saint-Rémi de Reims

### Nord
- Musée des beaux-arts de Valenciennes

### Pas-de-Calais
- Musée des beaux-arts d'Arras
- Musée des beaux-arts de Calais

### Bas-Rhin
- Musée d'art moderne et contemporain (Strasbourg)
- Musée de l'Œuvre Notre-Dame à Strasbourg
- Musée zoologique de la ville de Strasbourg

### Haut-Rhin
- Écomusée d'Alsace à Ungersheim
- Muséum d'histoire naturelle à Colmar
- Musée Unterlinden à Colmar

### Rhône
- Musée de l'automobile Henri-Malartre à Rochetaillée-sur-Saône

### Saône-et-Loire
- Musée Vivant-Denon à Chalon-sur-Saône

### Savoie
- Musée Faure à Aix-les-Bains

### Paris
- Musée du 11 Conti - Monnaie de Paris[1]
- Musée Bourdelle
- Musée Carnavalet
- Musée en Herbe du Jardin d'acclimatation
- Musée du Louvre
- Cité des sciences et de l'industrie
- Muséum national d'histoire naturelle et jardin des plantes
- Musée Valentin-Haüy
- Musée Guimet

### Deux-Sèvres
- Musée-conservatoire du machinisme et des pratiques agricoles à Prahecq

### Tarn-et-Garonne
- Musée Ingres à Montauban